# Sudură în puncte

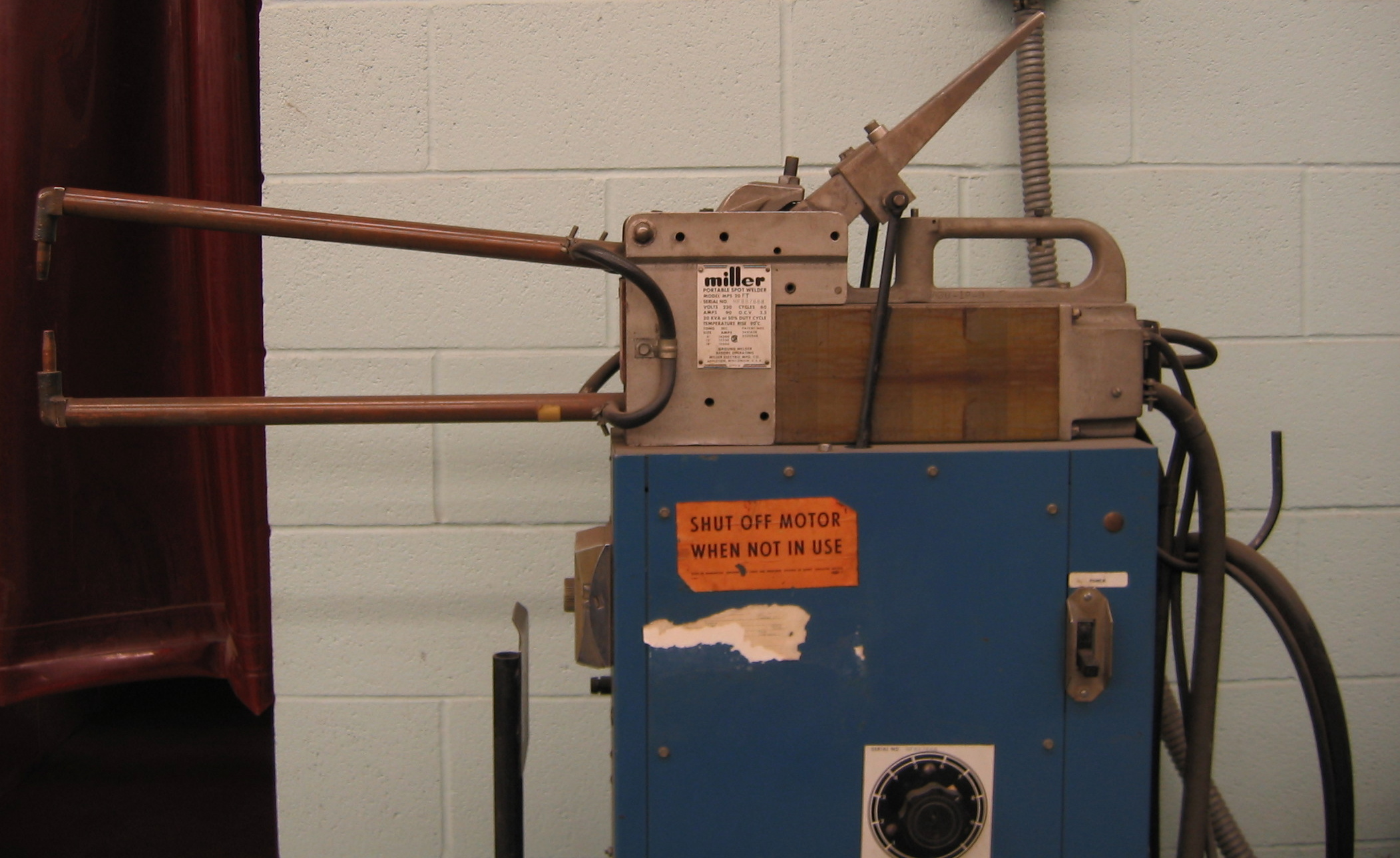
Maşină de făcut sudură în puncte

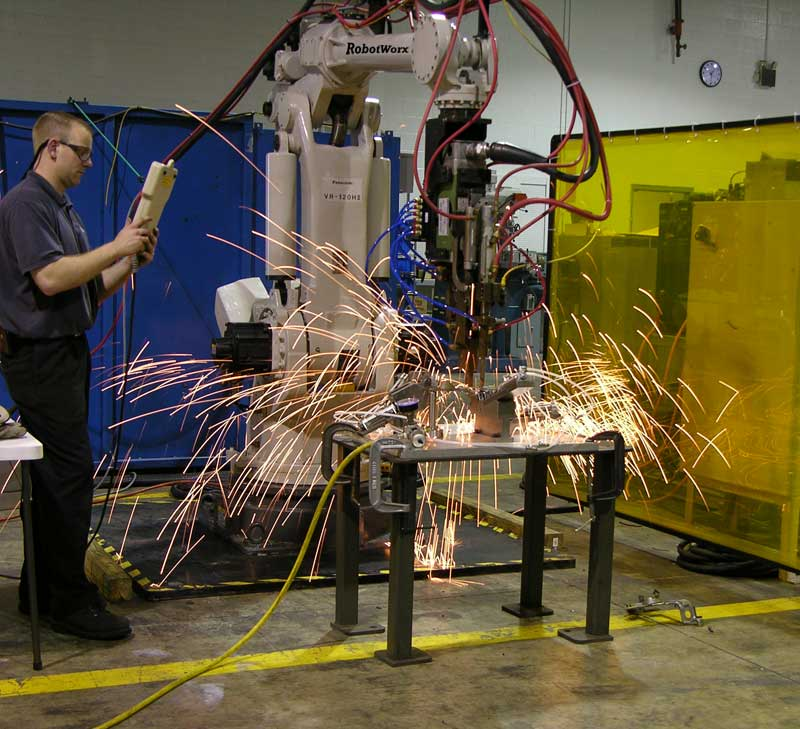
Robot de făcut sudură în puncte

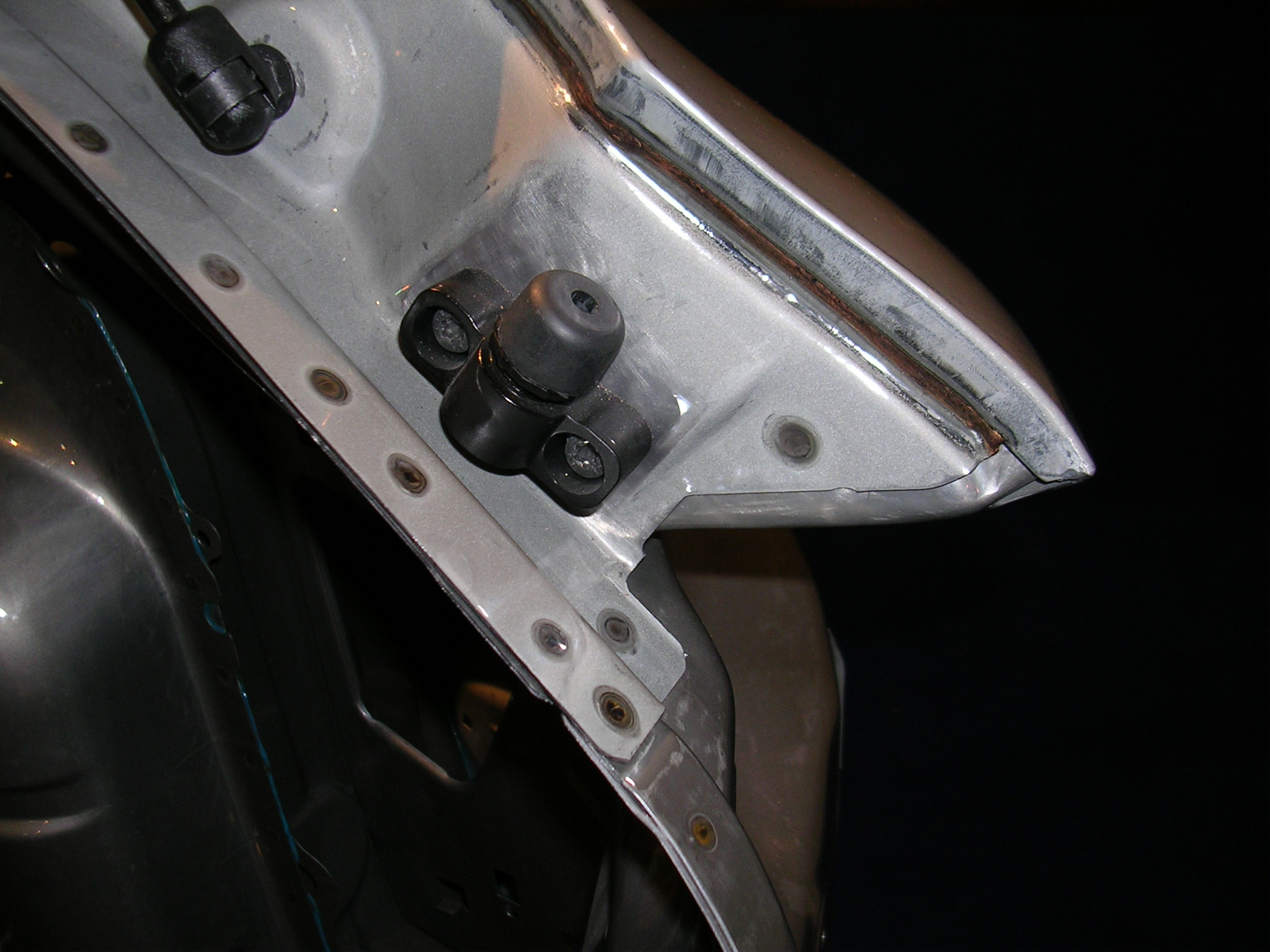
Plăci lipite folosind sudura în puncte

Sudarea în puncte este o tehnică de îmbinare nedemontabilă a două plăci metalice, de obicei prin încălzirea obținută folosind rezistența electrică a respectivelor metale.

## Sudarea în puncte la cald
Sudarea în puncte este un procedeu de îmbinare de rezistență, a două sau mai multe foi de tablă de metal, de regulă oțel, fără să se folosească material de adaos. În zona de sudat, cu ajutorul a doi electrozi din aliaje de cupru, se aplică o forță de comprimare și se transmite curent electric, care produce încălzirea pieselor la nivel local. Ca urmare, materialul dintre electrozi se topește iar după întreruperea curentului de sudură materialele se solidifică și are loc îmbinarea, realizându-se punctul de sudură.

### Tehnologia de sudare
La sudarea prin puncte, tablele de sudat sunt strânse cu o forță F între electrozii de contact. După strângerea tablelor între electrozi, se conectează transformatorul de sudare. Încălzirea se face prin impulsuri de curent, evitându-se supraîncălzirea cuielor de contact, când se sudează cu regim dur. Prin regim dur se înțelege curent de sudare mare și durată scurtă. În timpul încăzirii, forța de comprimare este mult mai mică, pentru a se realiza o rezistență de contact mai mare, contribuind astfel la ridicarea temperaturii. De obicei, timpul de sudare ts este 0,1...0,15 s, după care crește forța F, pentru formarea punctului sudat. (s este grosimea tablei care se sudează). Diametrul punctului sudat este egal cu diametrul vârfului electrodului. 

## Sudarea în puncte la rece
Pentru unele metale, cum sunt aluminiul și cuprul, cu proprietăți de plasticitate  mare la temperaturi obișnuite, sudarea poate fi executată și la rece, prin producerea de deformații mari, care produc îngroșări sau subțieri ale pieselor prin întrepătrunderea intimă a straturilor noi de metal refulate sau presate, astfel încât electronii de pe suprafețele acestor straturi să ajungă în sfera de atracție reciprocă.

## Aplicații
Sudarea prin puncte se folosește de obicei pentru sudarea tablelor de oțel. Aliajele de aluminiu pot fi , de asemenea, sudate, însă conductivitatea termică și electrică a acestora fiind mult mai mari, sunt necesare transformatoare de sudare mai mari, cu puteri mai mari, care sunt mai scumpe.